# Andrzej Leon Pawlak
Andrzej Leon Pawlak (ur. 25 lutego 1939, zm. 19 października 2019) – polski genetyk, prof. dr hab. med.

## Życiorys
W 1962 ukończył studia lekarskie na Akademia Medyczna w Poznaniu. Obronił pracę doktorską w 1967, zaś stopień doktora habilitowanego uzyskał w 1977. Został zatrudniony na stanowisku profesora zwyczajnego w Instytucie Genetyki Człowieka Polskiej Akademii Nauk.
Pochowany na cmentarzu Junikowo.